# عبد المجيد بن عطية
عبد المجيد بن عطية (12 ديسمبر 1984 في وهران، الجزائر) لاعب وسط كرة قدم جزائري. يلعب حاليا لنادي شباب قسنطينة في

## روابط خارجية
- عبد المجيد بن عطية على موقع الاتحاد الدولي (مؤرشف)  (الإنجليزية)
- عبد المجيد بن عطية على موقع قاعدة بيانات كرة القدم.إي يو (الإنجليزية)
- عبد المجيد بن عطية على موقع ناشيونال فوتبول تيمز (الإنجليزية)